# Yuto Misao
Yuto Misao (三竿 雄斗, Misao Yuto) est un footballeur japonais né le 16 avril 1991 à Musashino. Il évolue au poste de défenseur.

## Biographie
Il participe à la Ligue des champions d'Asie avec le club des Kashima Antlers.

## Palmarès
- Champion du Japon de D2 en 2014 avec le Shonan Bellmare